# アンレペンタント・ジェラルディーンズ
『アンレペンタント・ジェラルディーンズ』（Unrepentant Geraldines）は、アメリカ合衆国の女性シンガーソングライター、トーリ・エイモスが2014年に発表した通算14作目のスタジオ・アルバム。純粋な意味でのオリジナル新曲集としては『Night of Hunters』（2011年）以来3年ぶりの作品に当たる。

## 背景
「16シェイズ・オブ・ブルー」はポール・セザンヌの絵画「黒い大理石の時計」にインスパイアされた曲で、タイトルはセザンヌが16以上の色調の青を塗り分けていたという逸話に基づいている。また、タイトル曲はダニエル・マクリース作のエッチングにインスパイアされた。
「プロミス」は、当時13歳だったエイモスの娘ナターシャ（タッシュ）とのデュエット曲で、ナターシャは同曲のミュージック・ビデオにも出演した。

## 反響
母国アメリカでは総合アルバム・チャートのBillboard 200で7位に達し、『Abnormally Attracted to Sin』（2009年）以来5年ぶりの全米トップ10アルバムとなった。また、『ビルボード』のロック・アルバム・チャート及びモダン・ロック／オルタナティヴ・アルバム・チャートではいずれも2位、デジタル・アルバム・チャートでは10位を記録した。
オランダでは2014年5月17日付のアルバム・チャートで初登場10位となり、『アメリカ人形軍団』（2007年）以来7年ぶりのトップ10入りを果たした。全英アルバムチャートでは13位を記録し、『Abnormally Attracted to Sin』以来5年ぶりに全英トップ20入りを果たした。

## 評価
Stephen Thomas Erlewineはオールミュージックにおいて5点満点中4点を付け「瑞々しくメロディックである一方、時として辛辣でもあり、時に耳障りでありながら心を慰める場面も多く、その心地よい質感が最終的には不穏になっている」と
評している。また、デイヴ・シンプソンは『ガーディアン』紙のレビューで5点満点中3点を付け「クラシックに影響を受けたアルバム3作において、19世紀のおとぎ話に基づいた音楽性に進出した後、トーリ・エイモスは最終的に、彼女を大スターにした1990年代の声とピアノによるフォーマットに回帰した」「新しいファンよりは、昔からのファンを興奮させると思われるが、彼女の声がパワフル、或いはピュアに響く場面はめったにない」と評している。

## 収録曲
全曲ともトーリ・エイモス作。
1. アメリカ - America (4:12)
2. トラブルズ・ラメント - Trouble's Lament (3:44)
3. ワイルド・ウェイ - Wild Way (2:55)
4. ウェディング・デイ - Wedding Day (3:44)
5. ウェザーマン - Weatherman (4:41)
6. 16シェイズ・オブ・ブルー - 16 Shades of Blue (3:52)
7. メイズ・オブ・エルフェン＝メール - Maids of Elfen-Mere (2:53)
8. プロミス - Promise (4:04)
9. ジャイアンツ・ローリング・ピン - Giant's Rolling Pin (4:11)
10. セルキー - Selkie (4:04)
11. アンレペンタント・ジェラルディーンズ - Unrepentant Geraldines (6:57)
12. オイスターズ - Oysters (5:14)
13. ローズ・ドーヴァー - Rose Dover (3:55)
14. インヴィジブル・ボーイ - Invisible Boy (4:57)

## 参加ミュージシャン
- トーリ・エイモス - ボーカル、ピアノ、ハモンドオルガン、プログラミング、アディショナル・インストゥルメンテイション
- マック・アラディン - ギター、プログラミング、アディショナル・インストゥルメンテイション
- タッシュ - デュエット・ボーカル(on #8)
- アン・ウォーカー - ピアノ・テクニシャン